# الرمالي
الرمالي إحدى قرى مركز قويسنا التابع لمحافظة المنوفية في جمهورية مصر العربية.

## السكان
بلغ عدد سكان الرمالي 12,229 نسمة، حسب الإحصاء الرسمي لعام 2006.